# Rokas Yan
Rokas Yan (in precedenza semplicemente Rokas), pseudonimo di Rokas Jančiauskas (1998), è un cantante lituano.

## Biografia
Rokas Yan si è fatto conoscere dopo aver collaborato con Jessica Shy nel successo Stadionai (2019), giunto nella top ten della Singlų Top 100 e certificato oro dalla AGATA per le oltre 25 000 unità.
Si è conteso il M.A.M.A. alla svolta dell'anno nel gennaio 2023. Nella seconda metà dell'anno è uscito l'album in studio d'esordio Melodramos, che è entrato al 7º posto della classifica dischi lituana; il disco, trainato da una tournée musicale, è stato anticipato dall'estratto omonimo, un duetto con Evgenija Red'ko, anch'esso arrivato in top ten, certificato oro per gli oltre 2,5 milioni di stream e candidato per due premi M.A.M.A.
Širdis, messo in commercio nell'ottobre successivo, ha fatto l'ingresso al 4º posto della Albumų Top 100; l'LP è stato promosso dalla hit estiva Gegužis, una collaborazione con Monika Liu e Vaidas Baumila che ha segnato il suo miglior posizionamento nella hit parade lituana (2º posto). Rokas Yan stato l'uomo col maggior numero di candidature ricevute (5) all'edizione annuale dei Muzikos asociacijos metų apdovanojimai; alla cerimonia, si è guadagnato il riconoscimento alla canzone dell'anno per Gegužis.

## Discografia

### Album in studio
- 2023 – Melodramos
- 2024 – Širdis

### EP
- 2022 – Iš tų akių
- 2025 – Linkėjimai

### Singoli
- 2017 – Save Me
- 2018 – Taip toli
- 2019 – Tu man
- 2019 – Stadionai (con Jessica Shy)
- 2020 – Jokių paslapčių
- 2020 – Nenori nereikia
- 2020 – Tamsinti langai (con Senjasa)
- 2020 – Liūdnos Kalėdos (con Jessica Shy)
- 2022 – Surask mane
- 2022 – Vasaros mažai (con IVL)
- 2022 – Vakar vakare
- 2023 – Praeiviai
- 2023 – Aidai
- 2023 – Melodramos (con Evgenija Red'ko)
- 2023 – Žiemos daina
- 2024 – Gegužis (con Monika Liu e Vaidas Baumila)
- 2024 – Seniai seniai
- 2024 – Arčiau (Per Kalėdas) (con gli M-1)
- 2025 – Skambinau bažnyčiai (con Justinas Jarutis)
- 2025 – Palydėk namo